# Matthias Nartey
Matthias Nartey (24 augustus 2004, Leeuwarden) is een Nederlands voetballer die doorgaans als middenvelder speelt. Hij komt uit voor SC Cambuur. 

## Jeugd
Nartey werd op 11-jarige leeftijd gescout door SC Cambuur bij het Leeuwardense LAC Frisia 1883. Hij doorliep de gehele jeugdopleiding. Op 25 januari 2024 debuteerde hij in het eerste van Cambuur, in de KNVB Beker tegen USV Hercules (4-3). Hij kwam in de 69e minuut in de ploeg voor Léon Bergsma en scoorde in de 82e minuut de 2-2 op aangeven van Roberts Uldriķis. Door doelpunten van Milan Smit en Michael Breij werd de wedstrijd na extra tijd gewonnen. Vier dagen later debuteerde hij ook in de competitie tegen TOP Oss, waarbij hij in de slotminuten inviel voor Fedde de Jong (1-2). In maart 2024 kreeg hij zijn eerste profcontract aangeboden. In het seizoen 2024/25 ontwikkelde Nartey zich tot basisspeler in het elftal van Henk de Jong.

## Statistieken
| Seizoen | Club       | Competitie     | Competitie | Competitie | Beker | Beker | Overig | Overig | Totaal | Totaal |
| Seizoen | Club       | Competitie     | Wed.       | Dlp.       | Wed.  | Dlp.  | Dlp.   | Dlp.   | Wed.   | Dlp.   |
| ------- | ---------- | -------------- | ---------- | ---------- | ----- | ----- | ------ | ------ | ------ | ------ |
| 2023/24 | SC Cambuur | Eerste divisie | 11         | 0          | 1     | 1     | 0      | 0      | 12     | 1      |
| 2024/25 | SC Cambuur | Eerste divisie | 27         | 3          | 1     | 0     | 0      | 0      | 28     | 3      |
| Totaal  | Totaal     | Totaal         | 38         | 3          | 2     | 1     | 0      | 0      | 40     | 4      |

Bijgewerkt op 29 maart 2025.
1 Jansen ·
2 Caschili ·
3 Smand ·
5 Poll ·
6 Van Mullem ·
7 Balk ·
8 Kieftenbeld ·
9 Afolabi ·
10 De Jong ·
11 Alhaft ·
12 Diemers  ·
14 Casas ·
15 Ottesen ·
16 Galvez ·
17 Nartey ·
18 Rölke ·
19 De Leeuw ·
20 Nieling ·
21 Schaapman ·
22 Reiziger ·
23 Minnema ·
24 Jonker ·
25 Marsman ·
26 Mercera ·
27 Kooistra ·
28 Souren ·
29 Pauwels ·
30 Van der Veen ·
31 Renkel ·
33 Priem ·
41 Henstra ·
43 Bakkati ·
44 Potma ·
99 Hilterman ·
Coach: De Jong
· Assistent-coach: Burghout
· Assistent-coach: Reinsma
· Keeperstrainer: Van der Vlag